# Legio XIIII Gemina

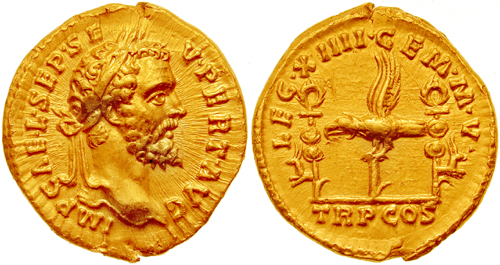
Aureus geslagen in 193 door Septimius Severus om de Legio XIIII Gemina te eren, die zijn troon hielpen veroveren.

Legio XIIII Gemina was een Romeins legioen. De naam wordt ook wel beschreven als Legio XIV Gemina of voluit Legio Quattuordecimae Gemina.
Het 14e legioen werd waarschijnlijk opgericht door Julius Caesar tijdens zijn verovering van Gallië. In de winter van 54 v.Chr. werd het legioen samen met vijf cohorten onder leiding van Lucius Aurunculeius Cotta en Quintus Titurius Sabinus door de Eburonen in de val gelokt en vrijwel geheel vernietigd. De vaandrig Petrosidius wist nog het legerkamp Atuatuca (Tongeren) te bereiken en de standaard van het legioen over de omwalling te gooien, maar de weinige overgebleven legionairs pleegden in de daaropvolgende nacht collectief zelfmoord. De nederlaag zou uiteindelijk het grootste verlies van het Romeinse leger tijdens de Gallische Oorlog zijn.
In de daaropvolgende winter van 54-53 v.Chr. stond het opnieuw opgerichte 14e legioen onder commando van Quintus Tullius Cicero, waarbij het een grote aanval van de Germanen op het winterkamp afsloeg. Het legioen stond later onder commando van Gaius Julius Caesar Octavianus, die later bekend werd als keizer Augustus. Vanaf het jaar 9 was het legioen aan de Rijn gestationeerd, in Mogontiacum (Mainz).
Het 14e legioen was een van de vier oorspronkelijke legioenen tijdens de Romeinse invasie van Brittannië in 43 onder keizer Claudius. Tijdens de Romeinse invasie van Wales was het vanaf 58 gelegerd in het fort Viroconium. In de opstand van Boudicca in 61-62 wonnen de Romeinen tegen een enorme overmacht van Britse strijders. Legio XIIII Gemina kreeg voor hun moedige optreden van keizer Nero het bijvoegsel Martia Victrix, wat ongeveer "overwinning in strijd" betekent. In 68 werd het in Gallia Narbonensis (Zuid-Gallië) gestationeerd, maar een jaar later werd het legioen weer in Mogontiacum (Mainz) geplaatst. Hier koos het samen met het Legio XXI Rapax in het jaar 89 de zijde van Lucius Antonius Saturninus, de gouverneur van Germania Superior in zijn opstand tegen keizer Domitianus, maar deze opstand kwam snel ten einde. In 92 werd het legioen naar de provincie Pannonië, het huidige Oostenrijk en Hongarije verplaatst, in de stad Carnuntum (tussen Petronell-Carnuntum en Bad Deutsch-Altenburg, Oostenrijk).  In 193 steunde het legioen ter plaatse het keizerschap van Septimius Severus en vocht voor hem verschillende slagen tegen zijn tegenstanders uit.
Waarschijnlijk bleef Legio XIIII tot ongeveer 430 in Carnuntum gestationeerd.